# 10745 Arnstadt
10745 Arnstadt este un asteroid din centura principală, descoperit pe 11 ianuarie 1989, de Freimut Börngen.